# 格倫伍德 (伊利諾伊州)
格倫伍德（英語：Glenwood）是位於美國伊利諾伊州庫克縣的一個村落。

## 地理
格倫伍德的座標為41°32′42″N 87°36′43″W / 41.54500°N 87.61194°W，而該地最高點為海拔高度192米（即630英尺）。

## 人口
根據2010年美國人口普查的數據，格倫伍德的面積為8.35平方千米，當中陸地面積為8.35平方千米，而水域面積為0.00平方千米。當地共有人口8969人，而人口密度為每平方千米1,074人。